# Лукианова рецензия
Лукианова рецензия (нем. lukianische Bibelrezension) — вариант ветхозаветного текста Септуагинты в редакции Лукиана, который якобы был распространён от Антиохии до Константинополя».
Имеются три исторически засвидетельствованные для IV века рецензии (редакции) текста Септуагинты — Оригена, Исихия и Лукиана. В своих трудах текстологи И. Землер и И. Грисбах использовали свидетельство бл. Иеронима о якобы существовавших в IV веке трёх редакциях: Оригена (в Палестине), Исихия (в Египте) и Лукиана (от Антиохии до Константинополя). По мнению П. де Лагарда, эти редакции были вполне официально принятыми в соответствующих восточных патриархатах. Как отмечал в 1911 году И. Е. Евсеев, «из этих рецензий последняя, лукиановская, имеет чрезвычайно важное значение для нашего начального славянского перевода, так как она с IV в. была в употреблении в Антиохийском и Константинопольском патриархатах: по зависимости нашего начального библейского перевода от Константинополя IX в.».
Г. Бреннеке указывал, что Лукиан преподавал (толковал) Св. Писание и при этом корректировал его по еврейскому оригиналу, но что нельзя заключить из упоминания бл. Иеронима о наличии какого-то единого текста и действительности редакции текста Септуагинты, потому что какие-либо определённые характеристики этого текста Иерониму были неизвестны. Бреннеке указывал, что бл. Иероним никогда прямо не говорит о Лукиановском тексте, но, упоминая о рукописи, приписываемой Лукиану, обычно использует относительное местоимение.
Начиная с XIX века, учёные много раз пытались реконструировать этот лукиановский текст. Генрих Дюри, констатируя в 1939 году неудачу всех попыток, придерживался мнения, что библейский текст редакции Лукиана всё же когда-то существовал. Бреннеке считает, что существовавший текст не нужно связывать с именем Лукиана, потому что свидетельство Иеронима о лукиановской рецензии Библии есть не что иное, как агиографическое предание, легитимность которого сильно связана с церковной политикой омиев-ариан.